# 关步成
关步成（1890年—1978年），湖北潜江县杨市同兴村人。中国共产党早期人物。

## 生平
早年父母双亡，投莫市张家湾当童养媳，与丈夫张光福在外谋生。1927年，夫妻俩参加革命，担任拖船埠农民协会交通员。1928年2月，她与胡幼松扮为夫妇，至潜江县城侦察敌情。2月18日，暴动队夜袭县城成功。1930年1月，她加入中国共产党，2月出任潜江县苏维埃政府委员兼妇女委员，负责红军和县游击队攻打县城的后勤工作。5月，出任县妇女运动委员会主席。张光福被捕后，她辗转至石首县藕池镇。1935年，被逮捕，在狱中忍受酷刑仍坚持不屈，同年释放。1942年在中共地下党组织安排下，她负责江陵县郝穴陈永兴匹头店交通站。1945年国共内战爆发后，失去与党组织联系。之后她再辗转于石首藕池一带。1949年7月，中国人民解放军攻占石首县，她再次与党组织联系，被送至石首县医院疗养两年。1952年，返回同兴村后，组织农业生产互助组和合作社，被评为全县甲等劳动模范。1959年，出席北京举行的全国妇女社会主义建设积极分子代表大会。1978年2月逝世。